# Кастельпиццуто
Кастельпиццуто (итал. Castelpizzuto) — коммуна в Италии, располагается в регионе Молизе, в провинции Изерния.
Население составляет 143 человека (2008 г.), плотность населения составляет 10 чел./км². Занимает площадь 15 км². Почтовый индекс — 86090. Телефонный код — 0865.
Покровительницей коммуны почитается святая Агата, празднование 5 февраля.

## Демография
Динамика населения:

## Администрация коммуны
- Официальный сайт: